# Dadawa
Dadawa (chiń. upr. 朱哲琴; pinyin Zhu Zheqin; ur. w Guangzhou, Guangdong) – chińska wokalistka popowa.

## Dyskografia
- Yellow Children (黄孩子) (1992)
- Sister Drum (阿姐鼓) (1995)
- Voices From The Sky (央金玛) (1997)
- Seven Days (七日谈) (2006)
- Main Title Theme (一首歌) (2007)
- Moonrise (2014)